# Campylocentrum organense
Campylocentrum organense är en orkidéart som först beskrevs av Heinrich Gustav Reichenbach, och fick sitt nu gällande namn av Robert Allen Rolfe. Campylocentrum organense ingår i släktet Campylocentrum och familjen orkidéer. Inga underarter finns listade i Catalogue of Life.